# Gare de Veszprém (Jutas)
La gare de Veszprém (en hongrois : Veszprém vasútállomás) est une gare ferroviaire hongroise des lignes 20 de Székesfehérvár à Szombathely et 11 de Győr à Veszprém, située sur le territoire de la Localité de Veszprém dans le comitat Veszprém.
C'est une gare voyageurs de la Magyar Államvasutak (MÁV) desservie par des trains grandes lignes et locaux.

## Situation ferroviaire
Établie à 209 mètres d'altitude, la gare de bifurcation de Veszprém est située au point kilométrique (PK) 45 de la Ligne 20 de Székesfehérvár à Szombathely, entre les gares ouvertes de Hajmáskér et de Márkó. Elle est également l'aboutissement au PK 79 de la ligne 11 de Győr à Veszprém (voie unique), après la gare d'Eplény.
Elle est aussi l'aboutissement de la ligne 27 de Lepsény à Veszprém (partiellement fermée).

## Service des voyageurs

### Accueil
Gare MÁV, elle dispose d'un bâtiment voyageurs, avec guichet, ouvert tous les jours. Elle est équipée d'automates pour l'achat de titres de transport. Un buffet est installé en gare.

### Intermodalité
Un parking pour les véhicules y est aménagé.

Desserte de la gare en 2011
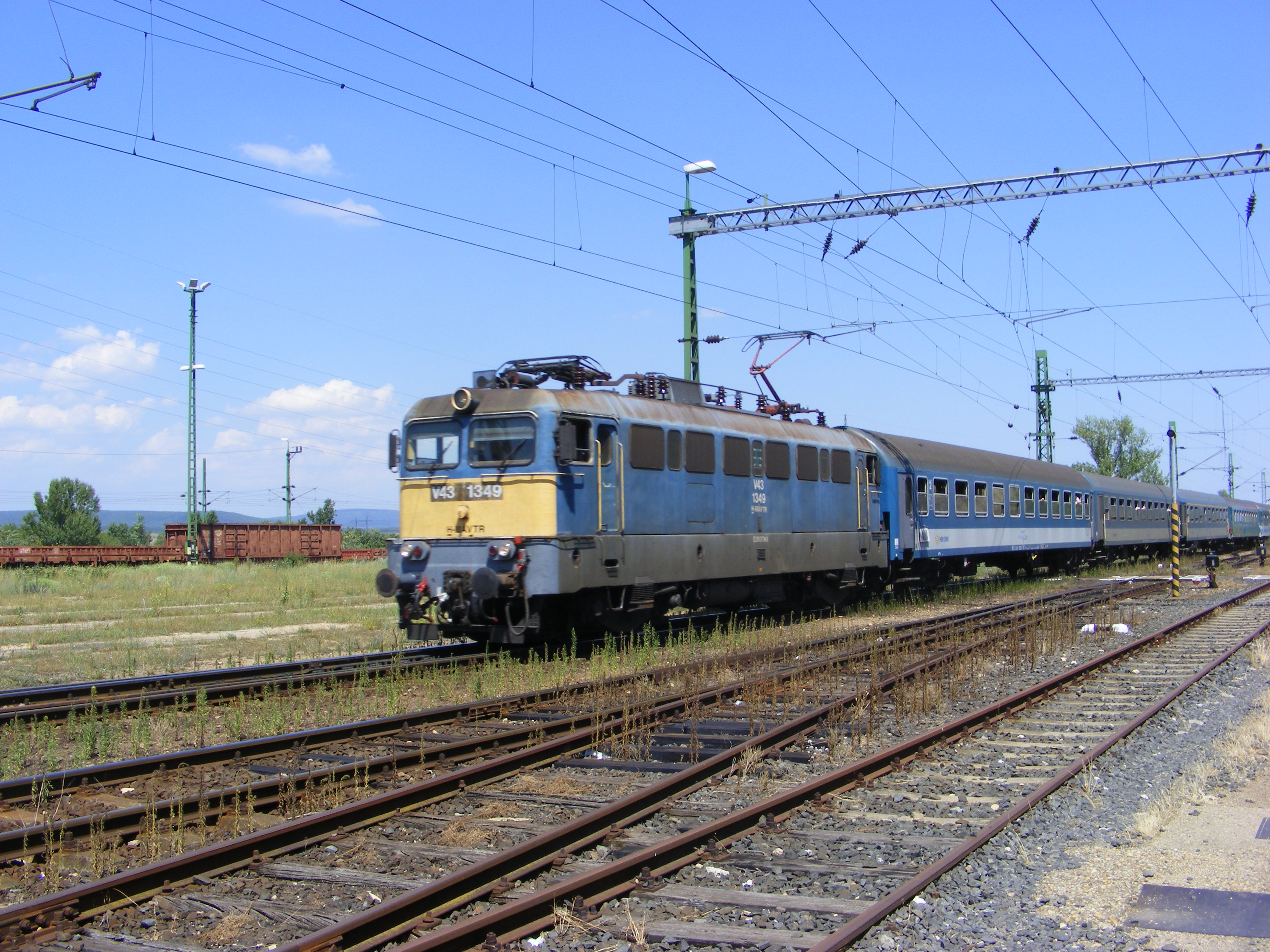
Arrivée express Citadella.
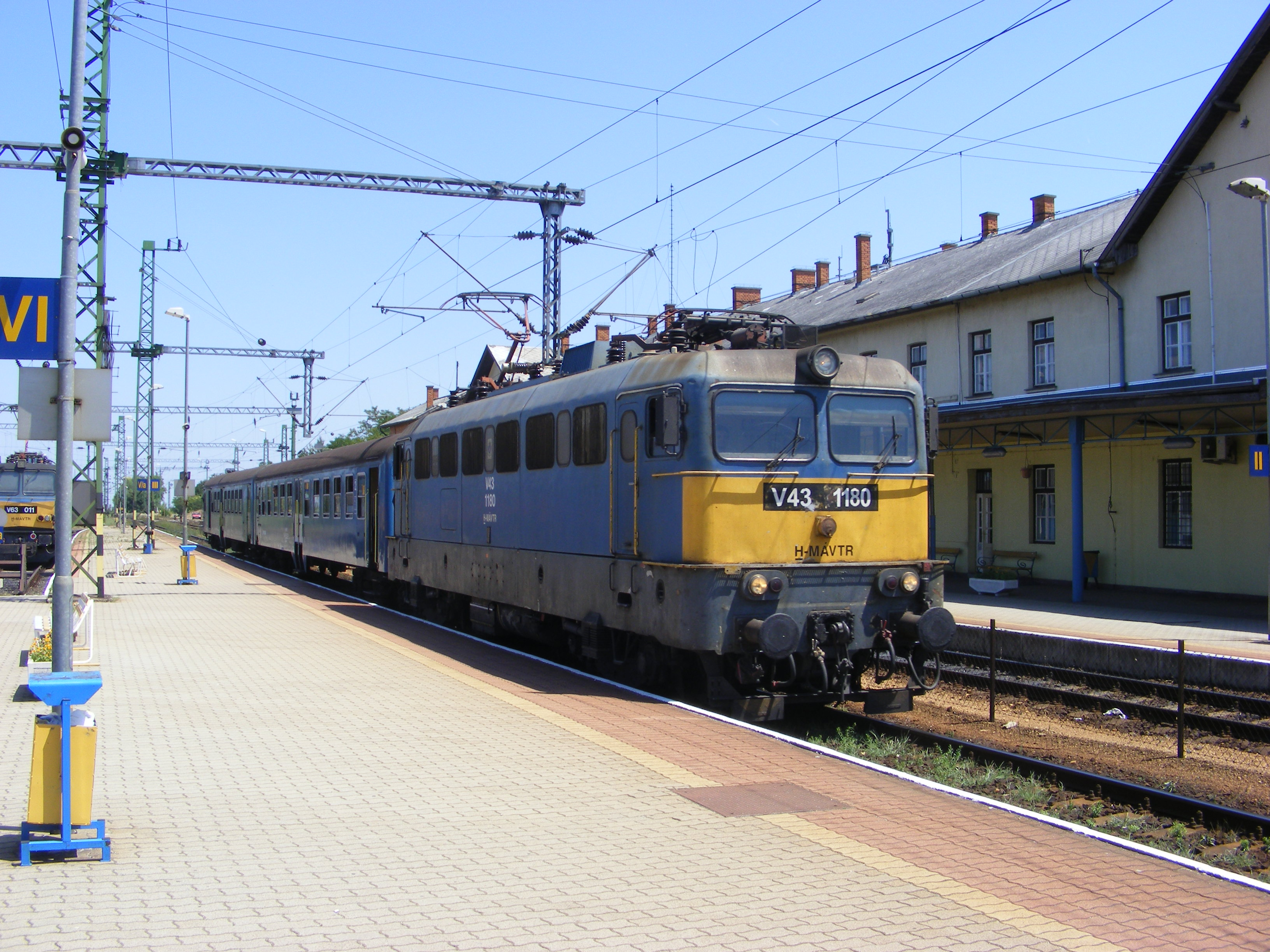
Train local.
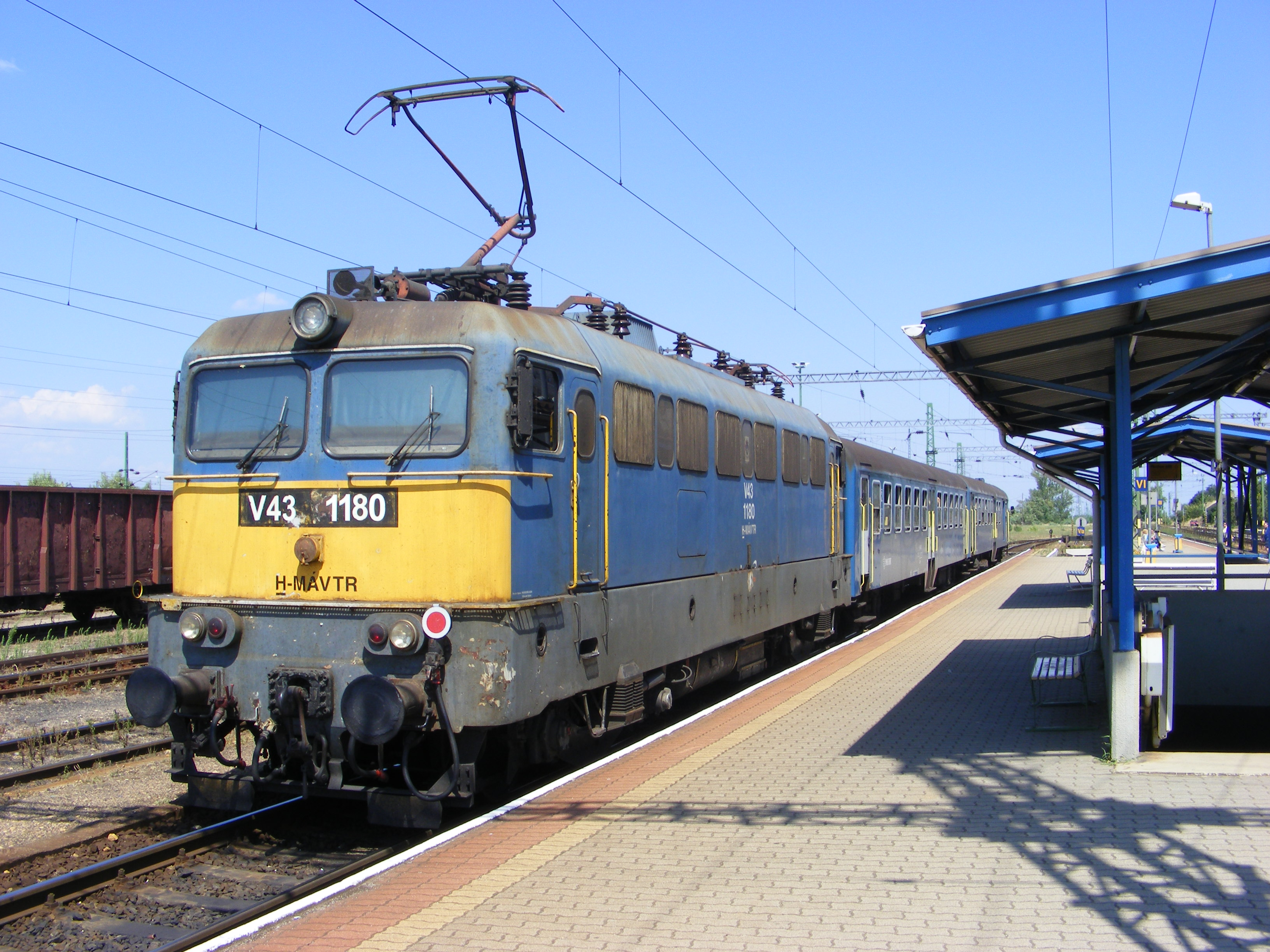
Train local.